# Alcidion humeralis
Alcidion humeralis là một loài bọ cánh cứng trong họ Cerambycidae.